# Baekdu Hill
Der Baekdu Hill ist ein 296 m hoher Hügel auf King George Island im Archipel der Südlichen Shetlandinseln. Auf der Barton-Halbinsel ragt er unmittelbar nordöstlich des Araon Valley auf.
Südkoreanische Wissenschaftler benannten ihn nach dem Baekdusan, der höchsten Erhebung des Changbai-Gebirges.